# Sávvas Anastasiádis
Sávvas Anastasiádis (en grec Σάββας Ιωάννη Αναστασιάδης), né le 5 août 1954 à Avgí en Grèce, est un homme politique grec.

## Biographie
Aux élections législatives grecques de 2009, il est élu député au Parlement grec sur la liste de la Nouvelle Démocratie dans la deuxième circonscription de Thessalonique. Il n'est pas réélu en mai 2012, mais retrouve son siège en élections législatives grecques de juin 2012 puis est réélu en janvier 2015, septembre 2015 et juillet 2019.